# Decaschistia eximia
Decaschistia eximia är en malvaväxtart som beskrevs av William Grant Craib. Decaschistia eximia ingår i släktet Decaschistia och familjen malvaväxter. Inga underarter finns listade i Catalogue of Life.